# Демяшкевич Сергій Миколайович
Сергій Миколайович Демяшкевич (біл. Сяргей Мікалаевіч Дземяшкевіч, рос. Сергей Николаевич Демяшкевич; нар. 28 серпня 1966, Мінськ, Білоруська РСР) — радянський та білоруський борець греко-римського стилю, чемпіон та бронзовий призер чемпіонатів світу, дворазовий чемпіон Європи, володар Кубку світу, бронзовий призер Олімпійських ігор.

## Життєпис
Боротьбою почав займатися з 1977 року. Під час служби в спортивній роті потрапив до юніорської збірної СРСР.
Виступав за спортивний клуб Мінського університету. Тренери — В. А. Медведєв, А. Ф. Зеленко, Олександр Медведь.
Чемпіон СРСР (1991 — до 100 кг) і СНД (1992 — до 100 кг). Бронзовий призер чемпіонату СРСР (1988 — до 90 кг). Чемпіон Спартакіади народів СРСР (1991 — до 100 кг).
У збірній команді СРСР / СНД з 1988 по 1992 рік. У 1993 році виступав за збірну команду Білорусі.
Завершив спортивну кар'єру в 1993 році.
Закінчив географічний факультет Білоруського державного університету.
Віце-президент і генеральний секретар Федерації боротьби Білорусі.

## Визнання
- Заслужений майстер спорту СРСР з греко-римської боротьби (1990).
- Нагороджений Почесною грамотою Верховної Ради Республіки Білорусь (1992).
- Включений до Зали слави греко-римської боротьби Федерації боротьби Білорусі.

## Спортивні результати на міжнародних змаганнях

### Виступи на Олімпіадах
| Змагання                    | Збірна            | Вагова категорія                  | Місце  |
| --------------------------- | ----------------- | --------------------------------- | ------ |
| Літні Олімпійські ігри 1992 | Об'єднана команда | греко-римська боротьба, до 100 кг | Бронза |

### Виступи на Чемпіонатах світу
| Змагання                        | Збірна | Вагова категорія                  | Місце  |
| ------------------------------- | ------ | --------------------------------- | ------ |
| Чемпіонат світу з боротьби 1989 | СРСР   | греко-римська боротьба, до 90 кг  | 5      |
| Чемпіонат світу з боротьби 1990 | СРСР   | греко-римська боротьба, до 100 кг | Золото |
| Чемпіонат світу з боротьби 1991 | СРСР   | греко-римська боротьба, до 100 кг | Бронза |

### Виступи на Чемпіонатах Європи
| Змагання                         | Збірна   | Вагова категорія                  | Місце  |
| -------------------------------- | -------- | --------------------------------- | ------ |
| Чемпіонат Європи з боротьби 1991 | СРСР     | греко-римська боротьба, до 100 кг | Золото |
| Чемпіонат Європи з боротьби 1993 | Білорусь | греко-римська боротьба, до 100 кг | Золото |

### Виступи на Кубках світу
| Змагання                    | Збірна | Вагова категорія                 | Місце  |
| --------------------------- | ------ | -------------------------------- | ------ |
| Кубок світу з боротьби 1988 | СРСР   | греко-римська боротьба, до 90 кг | Золото |

### Виступи на інших змаганнях
| Змагання                           | Збірна            | Вагова категорія                  | Місце  |
| ---------------------------------- | ----------------- | --------------------------------- | ------ |
| Золотий Гран-прі з боротьби 1992   | Об'єднана команда | греко-римська боротьба, до 100 кг | Золото |
| Гран-прі Німеччини з боротьби 1992 | Об'єднана команда | греко-римська боротьба, до 100 кг | Золото |
| Гран-прі Німеччини з боротьби 1993 | Білорусь          | греко-римська боротьба, до 100 кг | Золото |